# Sukub
Sukub (lat. succubus) ili Sukuba je, prema pučkom vjerovanju, mitološki ženski demon koji spolno opći s muškarcima u snu, pojavljujući se u obliku lijepe žene. Njen muški pandan je inkub koji u snu opći sa ženama. Sukladno tradiciji još iz srednjega vijeka, vjerovalo se da višestruki odnosi sa sukubom mogu prouzročiti bolest ili čak smrt napadnutog muškarca. U modernoj je kulturi sukuba prikazana više kao magična i lijepa zavodnica, a ne kao demon. Nekada se prikazuje i kao sirena. 
Tijelo sukube je isprva lijepo, ali detaljna analiza može odati nekakve deformacije na tijelu, kao što su kandže nalik na ptice, zmijoliki repovi i sl. 
Kraljica svih sukuba je Nahemah za koju se vjerovalo da ljudima krade duše, zbog čega su u srednjem vijeku koristili molitve i obrede kako bi se zaštitili od nje. Poznata sukuba je i Adamova prva žena Lilit, koja je s arkanđelom Samaelom izrodila mnogobrojne demone. Ona je napustila Adama i odbila se vratiti u rajski vrt. Uz Lilit postoje još tri izvorne kraljice demona, a to su Eisheth, Agrat bat Mahlat i Naamah. 
Kroz povijest se na sukube gledalo kao na zloćudne demone, a svećenici i rabini su pokušavali obuzdati njihovu moć nad ljudima. Papa Silvester II. navodno je bio umiješan u vezu s jednom sukubom Meridianom koja mu je pomogla da dođe do visokog čina u Crkvi. Prije smrti se pokajao. 

## Znanstveno objašnjenje
U medicini se na susret sa sukubama gleda jednako kao i na priče o otmicama od strane vanzemaljaca. Objašnjava se da u različitim situacijama u životu sanjamo razne snove, neke povezane, a neke nepovezane s vlastitim iskustvima. 

## U drugim kulturama

### Budizam
Budistički spis o molitvi Avalokitešvari, Dharani Sutri Amoghapāse, obećava onima koji se mole da vas "neće napadati demoni koji ili sisaju vašu energiju ili vode ljubav s vama u snovima."

### Arapska kultura
U arapskoj mitologiji, qarînah (قرينة) je duh sličan sukubu, koji potječe vjerojatno iz drevne egipatske religije ili iz animističkih vjerovanja predislamske Arabije.
Qarînah "spava s osobom i ima veze za vrijeme spavanja kao što je poznato u snovima".  Za njih se kaže da su nevidljivi, ali osoba s "drugim vidom" ih može vidjeti, često u obliku mačke, psa ili drugog kućnog ljubimca. "U Omdurmanu to je duh koji posjeduje. Samo su određeni ljudi opsjednuti i takvi se ljudi ne mogu vjenčati ili će im qarina naštetiti." Do danas, mnogi afrički mitovi tvrde da muškarci koji imaju slične iskustvo s takvom kneževinom (succubus) u snovima (obično u obliku lijepe žene) nađu se iscrpljeni čim se probude; često tvrdeći da ih duhovno napada. Često se pozivaju na lokalne rituale / proricanja kako bi se Bog pozvao na božansku zaštitu i intervenciju.

## Etimologija
Riječ je izvedena iz latinskog succuba "paramour"; od succubare "ležati ispod" (pod- "under" i cubare "lagati").
Koristi se za opisivanje impliciranog seksualnog položaja ovog ženskog nadnaravnog bića u odnosu na položaj muškog spavača. Riječ succubus potječe s kraja 14. stoljeća.